# Pierre-Bénite
Pierre-Bénite est une ancienne commune française située dans la métropole de Lyon, en région Auvergne-Rhône-Alpes. Ses habitants sont appelés les Pierre-Bénitains.
Le  1er janvier 2024, elle fusionne avec Oullins pour former la commune nouvelle d'Oullins-Pierre-Bénite, avec la transformation des deux anciennes communes en « communes déléguées ».

## Géographie
Située en banlieue de Lyon, Pierre-Bénite s’étend sur 440 hectares à 6 kilomètres environ au sud de Lyon, sur la rive droite du Rhône, en bordure de l’autoroute A7. Elle est une des 59 communes qui composent la métropole de Lyon.

### Évolution du territoire
Le 1er janvier 2024, la commune d'Oullins fusionne avec la commune de Pierre-Bénite sous le régime de la commune nouvelle, pour former la commune d'Oullins-Pierre-Bénite. Les deux anciennes communes deviennent communes déléguées. Le chef-lieu est fixé à la mairie de l'ancienne commune d'Oullins.

## Urbanisme

### Typologie
Pierre-Bénite est une commune urbaine, car elle fait partie des communes denses ou de densité intermédiaire, au sens de la grille communale de densité de l'Insee,,,.
Elle appartient à l'unité urbaine de Lyon, une agglomération inter-départementale regroupant 124 communes et 1 653 951 habitants en 2017, dont elle est une commune de la banlieue. L'agglomération de Lyon est la deuxième plus importante de la France en termes de population, derrière celle de Paris,.
Par ailleurs la commune fait partie de l'aire d'attraction de Lyon, dont elle est une commune du pôle principal. Cette aire, qui regroupe 398 communes, est catégorisée dans les aires de 700 000 habitants ou plus (hors Paris),.

### Occupation des sols

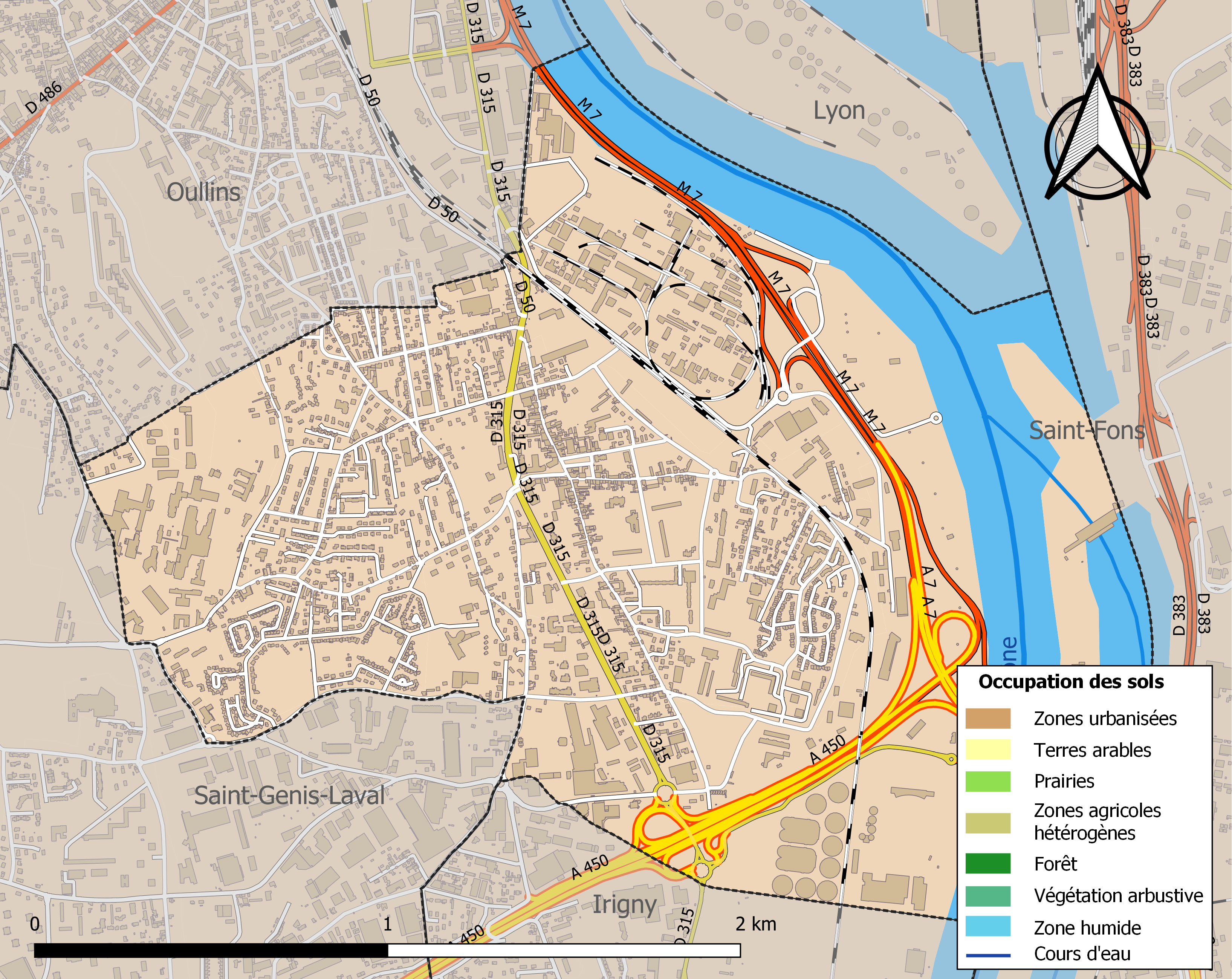
Carte des infrastructures et de l'occupation des sols de la commune en 2018 (CLC).

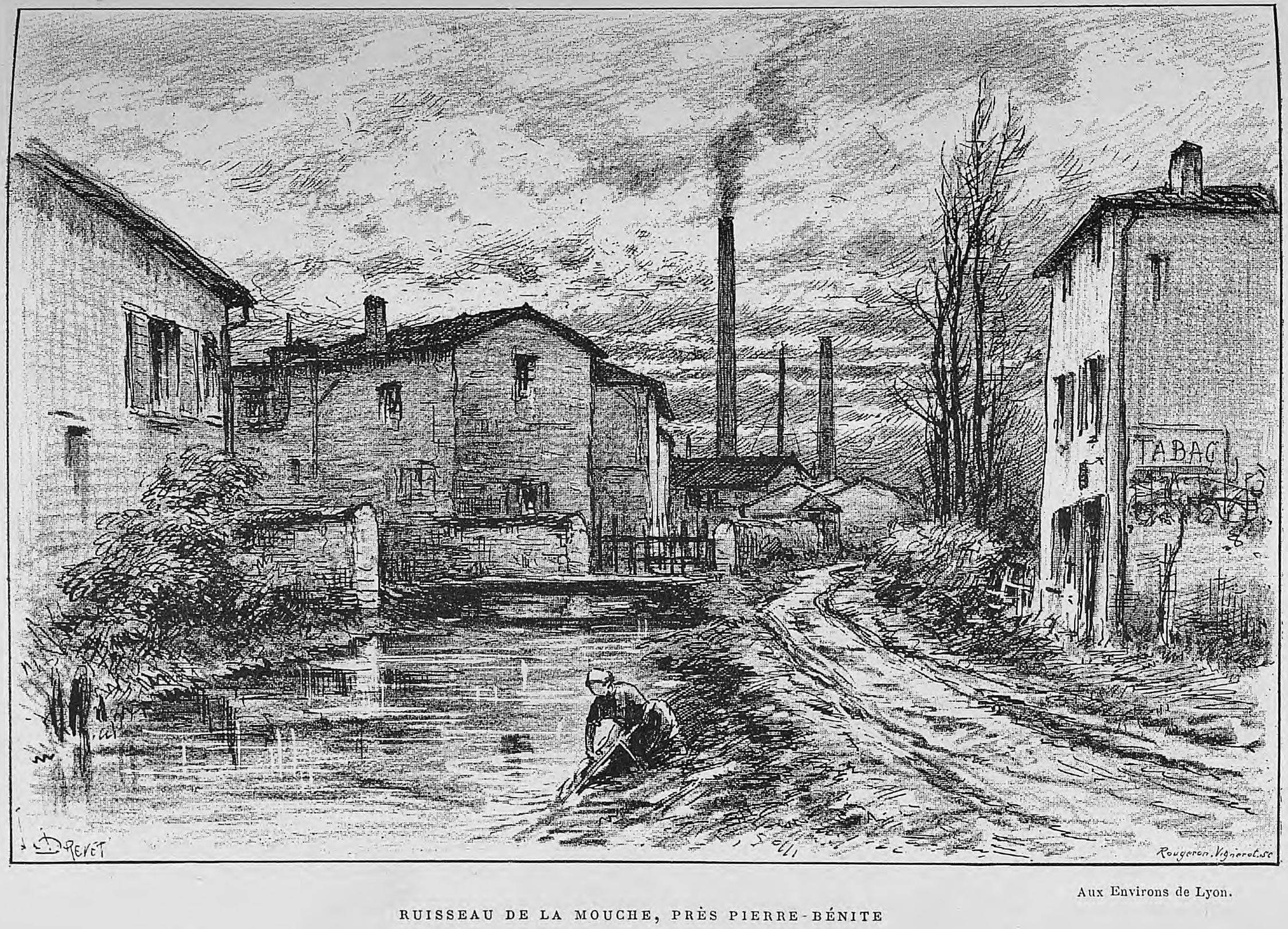
Ruisseau de la Mouche illustré par Joannès Drevet (1854–1940).

L'occupation des sols de la commune, telle qu'elle ressort de la base de données européenne d’occupation biophysique des sols Corine Land Cover (CLC), est marquée par l'importance des territoires artificialisés (83,2 % en 2018), une proportion identique à celle de 1990 (83,2 %). La répartition détaillée en 2018 est la suivante : 
zones industrielles ou commerciales et réseaux de communication (48,4 %), zones urbanisées (34,8 %), eaux continentales (16,8 %). L'évolution de l’occupation des sols de la commune et de ses infrastructures peut être observée sur les différentes représentations cartographiques du territoire : la carte de Cassini (XVIIIe siècle), la carte d'état-major (1820-1866) et les cartes ou photos aériennes de l'IGN pour la période actuelle (1950 à aujourd'hui).

### Voies de communication et transports

#### Accès routier
La ville bénéficie d'un accès autoroutier par la route métropolitaine M7 et la sortie Pierre-Bénite Sud.

#### Desserte ferroviaire
La gare de Pierre-Bénite est située rue Henri Moissan. Elle est desservie par les TER de la ligne Lyon - Firminy.

#### Transports urbains
Les lignes de bus, organisées par les Transports en commun lyonnais, qui desservent Pierre-Bénite sont :
  : Gare Part-Dieu-Vivier Merle - Hôpital Lyon Sud ;
  : Bellecour - Irigny ;
  : Gare d'Oullins - Saint-Genis-Laval ;
  : Hôpital Lyon Sud - Irigny - Vernaison ;
  : Gare d'Oullins - Hôpital Lyon Sud (qui dessert uniquement l'ouest de Pierre-Bénite).

## Toponymie
Le nom de Pierre-Bénite fait référence à une roche qui affleure à cet endroit du Rhône, en bas de la butte Haute-Roche. La première référence à cette roche date de 1339, où elle est qualifiée de Petra Benedicta. Lors de la construction d'une autoroute, entre 1964 et 1967, la tête du rocher granitique est découpée et déplacée pour être sauvegardée. Elle est finalement installée à côté de la mairie en 1986.
Jusqu'à la fin du XVIIIe siècle et les premiers travaux de fixation du lit mineur du Rhône, les crues du fleuve formaient des îles instables et marécageuses, appelées brotteaux ou saulaies, exposant les communes limitrophes à de nombreuses submersions. La légende raconte qu'un homme y a scellé deux anneaux et creusé une petite cavité afin d'y verser de l'eau bénite, manière pour lui de prier pour les bateliers et autres voyageurs, compte tenu de la dangerosité du passage à cette époque.

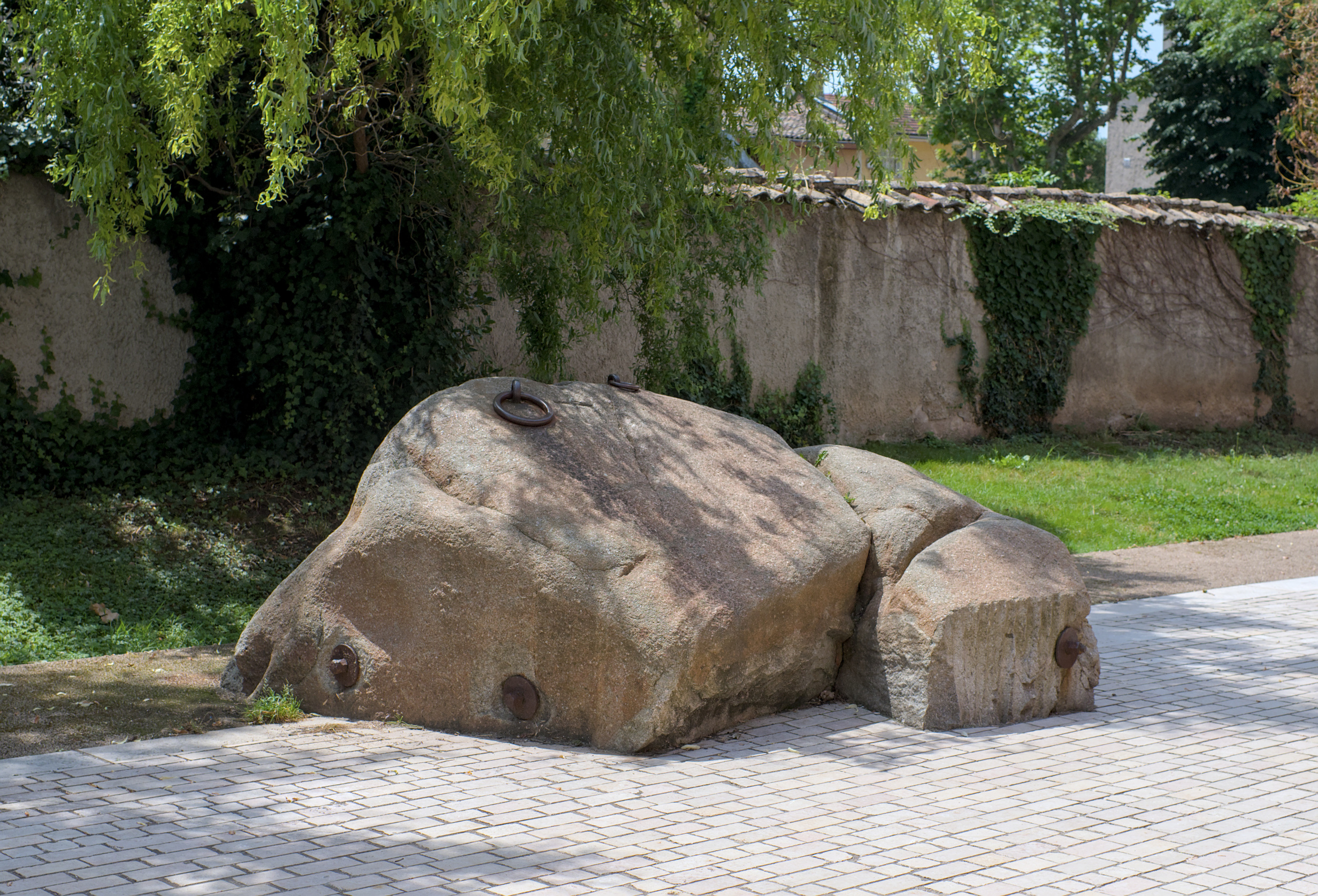
Tête à côté de la mairie.
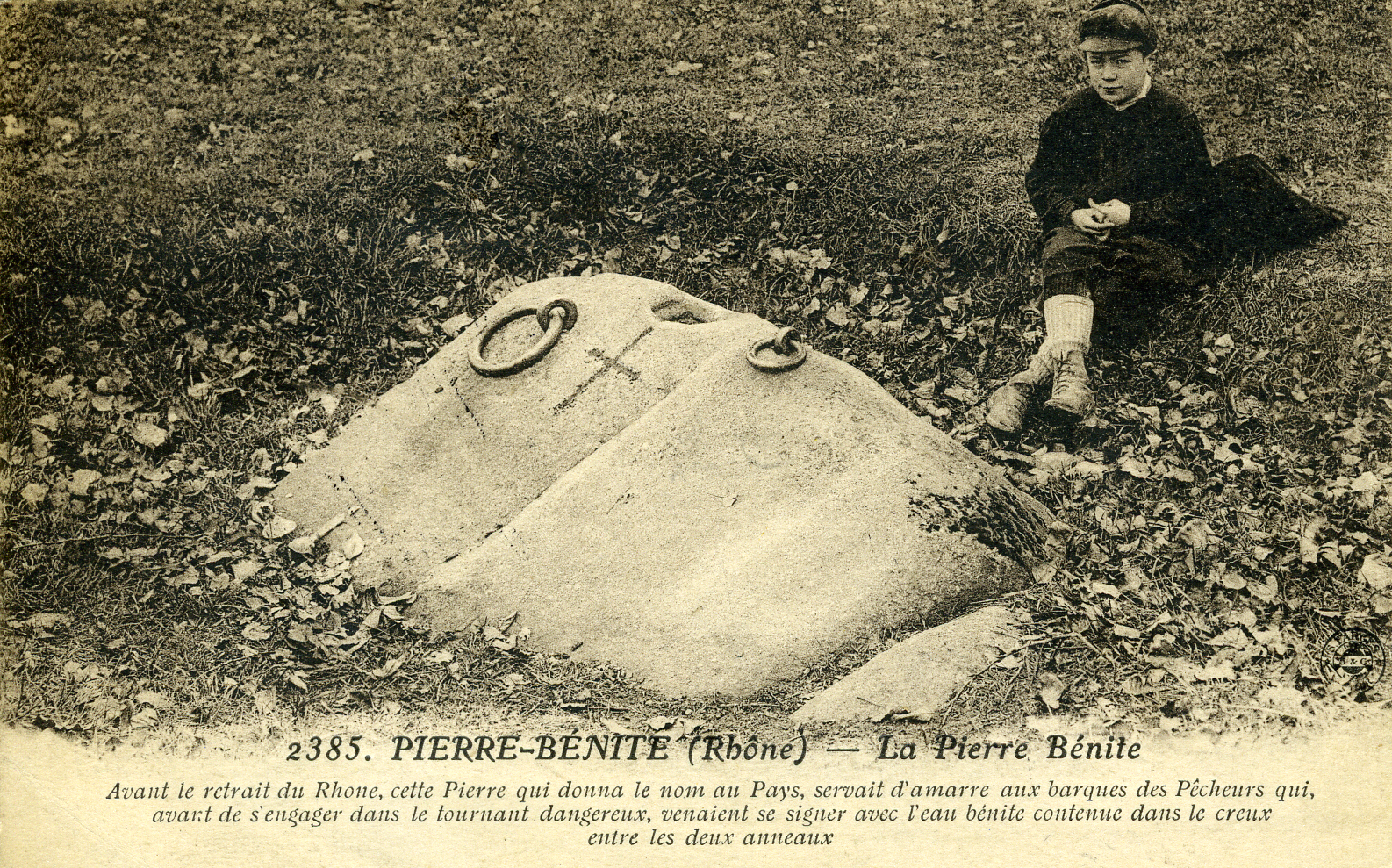
Emplacement d'origine au bord du Rhône.

## Histoire
Pierre-Bénite est déclarée indépendante d'Oullins le 24 avril 1869. Depuis, le petit bourg de la Petra Benedicta s’est bien développé. La pierre bénite, émergence de granit située en bordure du fleuve, servait d’amarre aux bateliers venus se signer avant de poursuivre un voyage qui pouvait s'avérer dangereux. La pierre a été déplacée le 9 décembre 1986 sur le côté de la mairie où elle est aujourd’hui visible.
La ville a longtemps eu une tradition maraîchère qui faisait d'elle le potager de Lyon. Pierre-Bénite a même donné naissance à une laitue réputée appelée la batavia de pierre-bénite. De leur côté, les hospices civils de Lyon avaient acquis la propriété Renaissance du Perron pour pourvoir les hôpitaux lyonnais en légumes frais. À la fin du XIXe siècle, ils se sont transformés en sanatorium pour évoluer vers un centre hospitalier moderne aujourd’hui en plein développement.
Le Grand Lyon disparait le 1er janvier 2015, et laisse place à la collectivité territoriale de la métropole de Lyon. La commune quitte ainsi le département du Rhône.
Le 20 février 2023, les maires de Pierre-Bénite et d'Oullins, commune limitrophe située au nord-ouest, annoncent qu'ils souhaitent fusionner les deux communes, ce qui est effectif le 1er janvier 2024 sous le nom d'Oullins-Pierre-Bénite.

## Politique et administration

### Liste des maires
| Période                                  | Période                  | Identité                | Étiquette | Qualité |
| ---------------------------------------- | ------------------------ | ----------------------- | --------- | --- |
| 26 octobre 1944                          | 30 octobre 1947          | Séraphin Bouvier        |           | |
| octobre 1947                             | mars 1971                | Jean Pichon             | DVD       | |
| mars 1971                                | mars 2001                | Jean-Marie Mick         | PCF       | Enseignant Conseiller général du canton de Saint-Genis-Laval (1979 → 1982) |
| mars 2001                                | 21 juin 2009 (démission) | Mireille Elmalan        | PCF       | Députée européenne (1989 → 1999) |
| 21 juin 2009                             | 11 août 2011 (décès)     | Serge Tarassioux        | PCF       | Attaché parlementaire |
| 18 août 2011                             | 29 mars 2014             | Mireille Domenech-Diana | PCF       | Vice-présidente du Grand Lyon |
| 29 mars 2014                             | En cours                 | Jérôme Moroge           | LR        | Attaché parlementaire de 2002 à 2015 Conseiller régional de Rhône-Alpes (2010 → 2015) Conseiller régional d'Auvergne-Rhône-Alpes (2015 → ) Conseiller métropolitain de Lyon (2014 → ) Réélu pour le mandat 2020-2026 |
| Les données manquantes sont à compléter. |                          |                         |           | |

### Jumelages
- Markkleeberg (Allemagne) signé le 8 décembre 1971.
- Boville Ernica (Italie) signé le 8 décembre 2002.

## Équipements et services publics

### Espaces verts et fleurissement
Pierre-Bénite compte sept parcs dont les deux plus importants sont :
- Le parc Georges Manillier (superficie 28 000 m2) situé au cœur de la ville, il accueille de nombreuses manifestations telles que la fête de la musique, l'Estival le 14 juillet… Ombragé par des essences différentes, il propose des bancs, une tonnelle, un kiosque à musique, un point d'eau (bassin à poissons), un espace de jeux pour les enfants, un terrain de boules ainsi qu’une canisette. On peut y admirer le pilori Pierre-Bénitain, placé à l’entrée du côté de la rue Ampère.
- Le parc Jean de La Fontaine (superficie de 30 000 m2), au centre du quartier du Perron, accueille notamment, en mai, la grande fête annuelle du quartier. On y trouve une fontaine, des jeux pour les enfants, des tables de pique-nique, des jeux de boules.
- La place de la mairie ;
- En 2014, la commune obtient le niveau « deux fleurs » au concours des villes et villages fleuris[22].

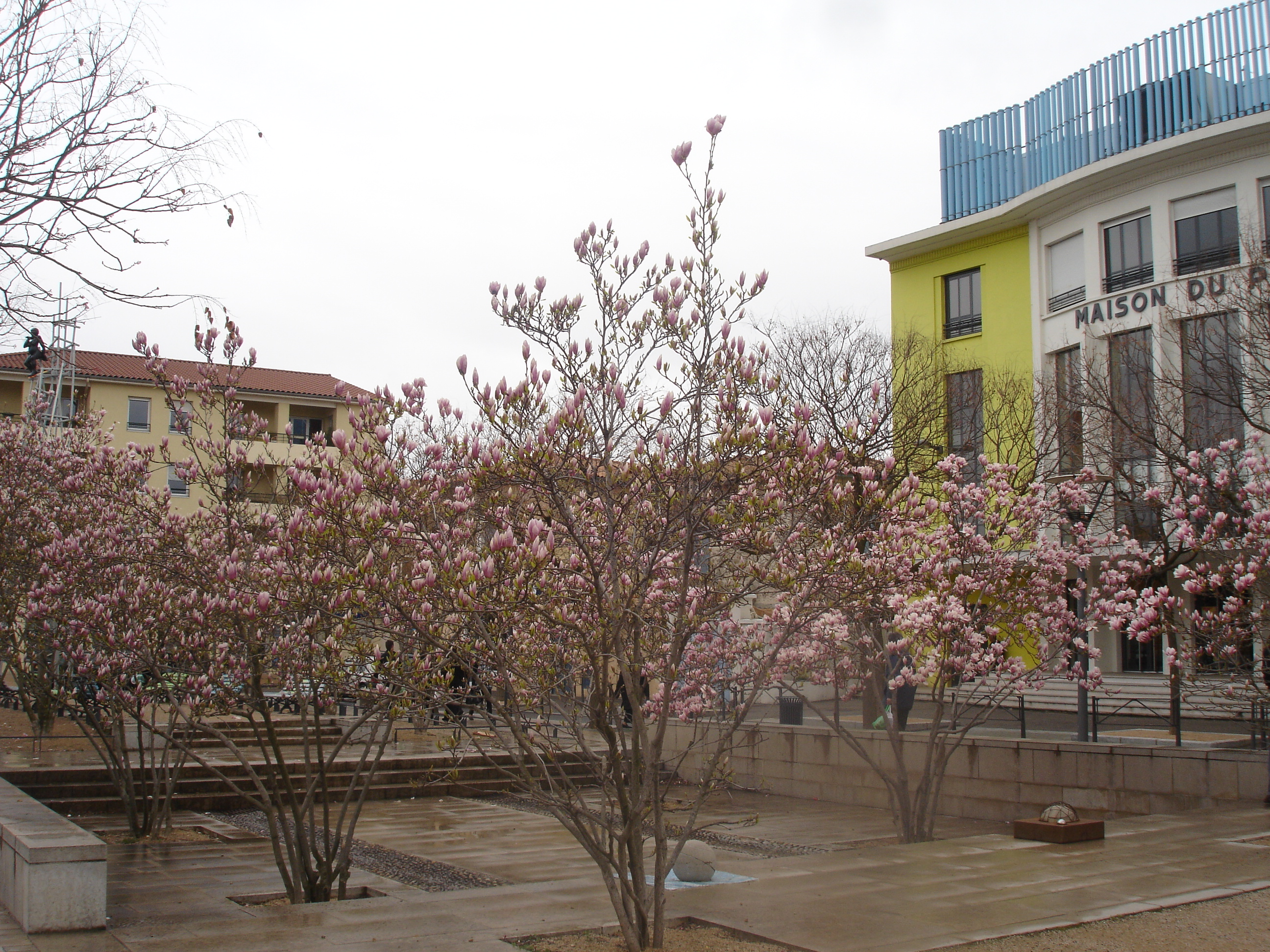
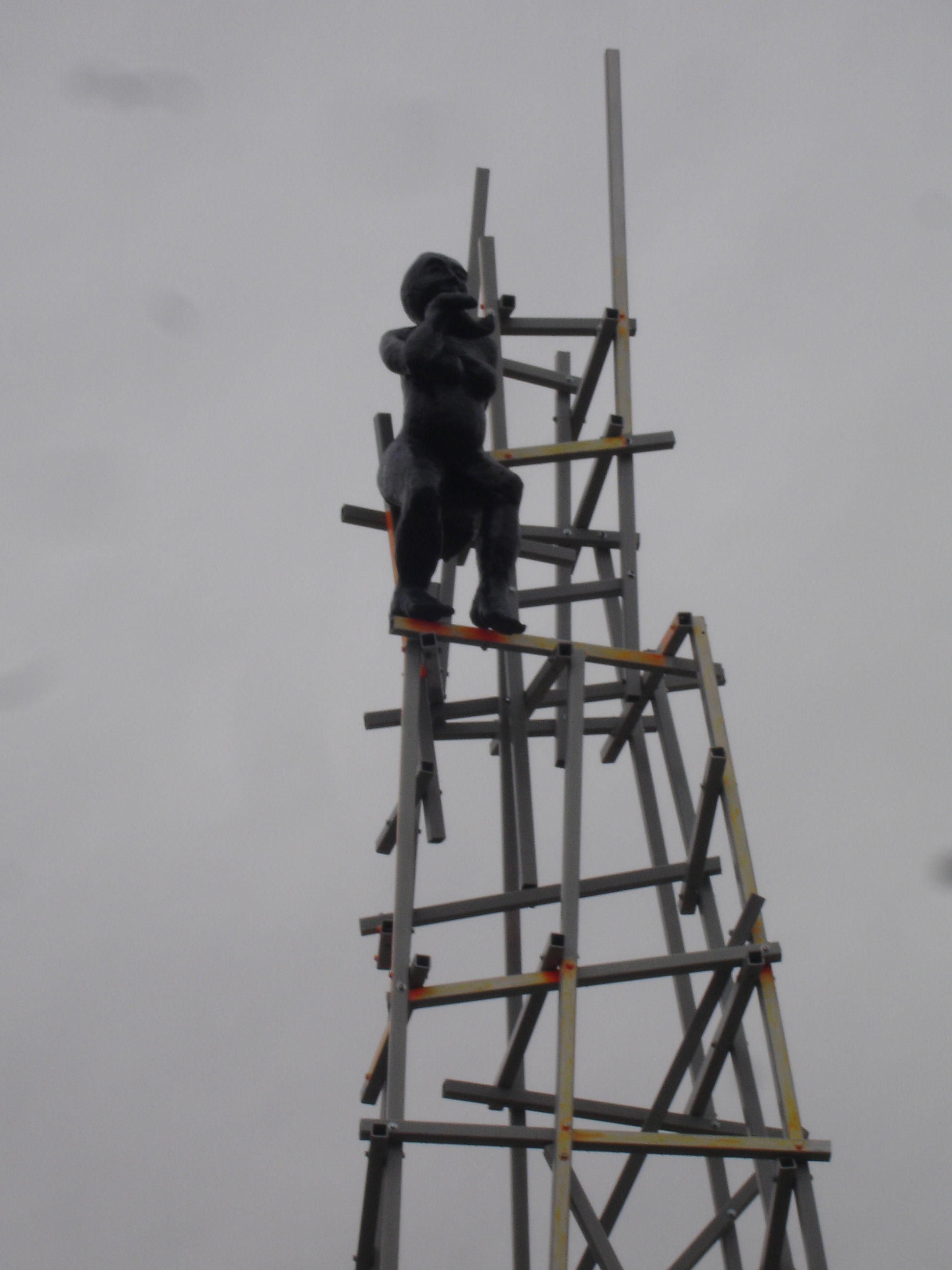
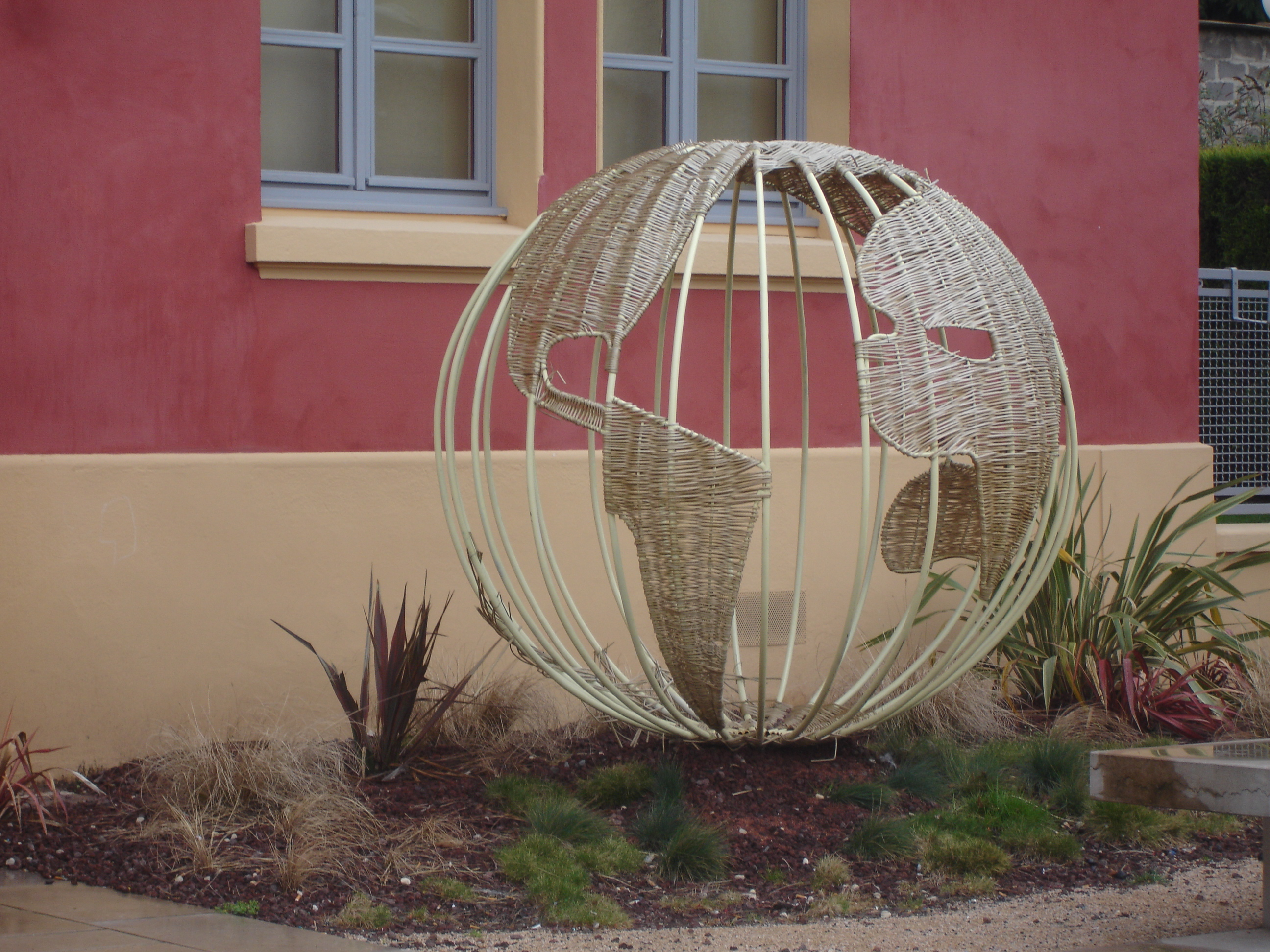

### Enseignement
Pierre-Bénite est située dans l'académie de Lyon.
La ville dispose de plusieurs établissements publics, trois écoles maternelles (Henri-Wallon, Pablo-Picasso et Jean-Lurçat), deux écoles élémentaires (du Centre et Paul-Éluard) et le collège Marcel-Pagnol. La ville accueille également l'école privée Espérance Banlieues ainsi que l'école privée hors contrat Cours La Passerelle qui accueille les enfants du CP à la Sixième avec un effectif de 17 enfants maximum par classe dont la vocation est de lutter contre le décrochage et l'échec scolaire.

### Santé
Le centre Benoît Frachon situé à Hautes-Roches ainsi qu’un laboratoire d’analyses sur le boulevard de l’Europe.

### Équipements culturels

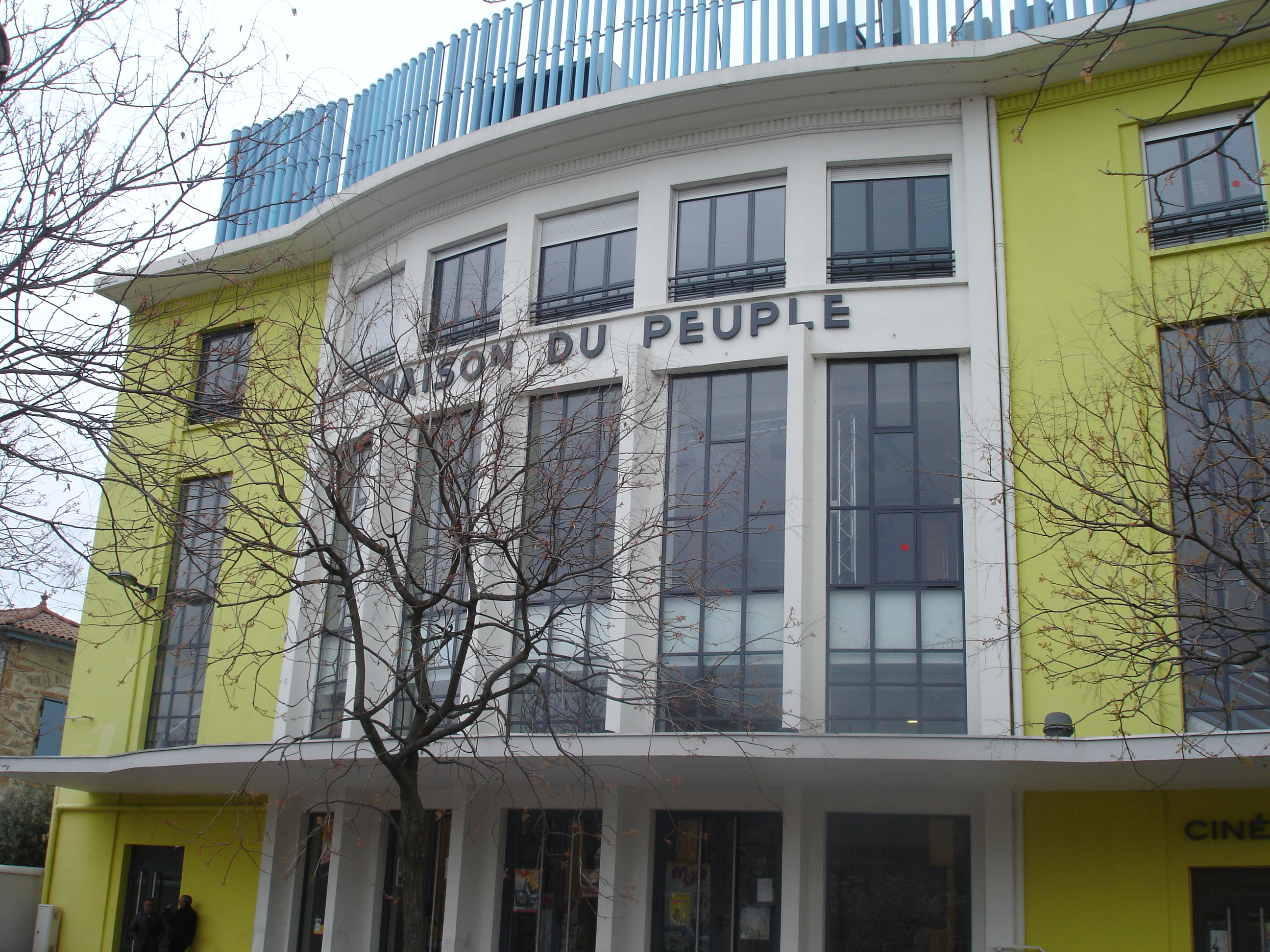
La maison du peuple.

- Maison du Peuple : La Maison du Peuple se compose d’une salle de spectacle (400 places), d’une salle de cinéma (88 places), d’une salle d’exposition (200 m2), d'un café culturel, d’une salle de danse et enfin, d’une salle de réunion à l'intention des associations pouvant accueillir 50 personnes. Elle présente des pièces de théâtre, de la danse et des concerts.

La salle de cinéma dispose d'un son DTS et dolby SRD. Elle est inscrite dans le réseau GRAC et classée Art et essai.
- École Municipale de Musique Agréée (EMMA) :On peut y recevoir une éducation musicale, chanter dans une chorale, écouter des concerts… Elle intervient aussi en milieu scolaire.
- Médiathèque Elsa Triolet : Sur 1 000 m2, la Médiathèque municipale propose un choix d’ouvrages en prêts ou en consultation, ainsi qu’un espace multimédia (consultation Internet et cd-roms). Des animations gratuites sont également proposées : L’heure du conte, lectures, conférences sur l’Histoire de l’Art….
- Une salle d’exposition: Le réservoir. Situé sur le côté de la médiathèque Elsa Triolet, il fait partie de la vie culturelle Pierre-Bénitaine et propose, tout au long de l’année, de nombreuses expositions. Cette salle présente une particularité : elle est gratuite.
- Atelier d’arts plastiques : L’Atelier organise des cours à l’année, des stages d’initiation et de perfectionnement à de nombreuses disciplines (peinture, sculpture, dessin, gravure…), des visites commentées d’expositions, ainsi qu’une présentation des travaux des élèves.

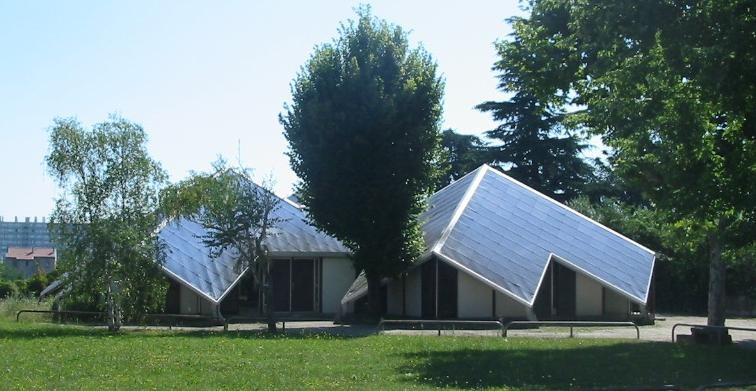
Le chalet de la MJC de Pierre-Bénite.

- Maison des Jeunes et de la Culture : (135 rue Ampère) Association loi de 1901, la MJC est ouverte à tous. Elle propose un vaste choix d’activités culturelles et sportives aussi bien aux enfants/adolescents qu’aux adultes : Yoga, Gym, Langues (anglais, espagnol), Cirque, Pilates, Danse rock et country en séances hebdomadaires ou avec des stages. Elle propose aussi des scènes ouvertes, des cafés citoyens.... .C'est aussi un accueil de loisirs (6/11 ans, 12/17 ans, 15/25ans). Grâce à son parc elle permet des activités à l'extérieur. Parking possible dans l'enceinte du parc.
- Eglise catholique : Intégrée à l'ensemble paroissial Oullins / Pierre-Bénite.
- Association culturelle et musulmane : l'ACMPB est une association musulmane qui permet d'accueillir les fidèles dans un lieu de prière. Récemment rénové entièrement, elle se prolonge sur deux étages, avec un lieu pour étudier les langues[23].

## Population et société

### Démographie
La commune est née en 1869 de sa séparation avec celle d’Oullins.

L'évolution du nombre d'habitants est connue à travers les recensements de la population effectués dans la commune depuis 1872. Pour les communes de plus de 10 000 habitants les recensements ont lieu chaque année à la suite d'une enquête par sondage auprès d'un échantillon d'adresses représentant 8 % de leurs logements, contrairement aux autres communes qui ont un recensement réel tous les cinq ans,.

En 2021, la commune comptait 10 515 habitants, en évolution de +2,52 % par rapport à 2015 (Rhône : +3,93 %, France hors Mayotte : +2,11 %).
| 1872  | 1876  | 1881  | 1886  | 1891  | 1896  | 1901  | 1906  | 1911  |
| ----- | ----- | ----- | ----- | ----- | ----- | ----- | ----- | ----- |
| 1 638 | 1 832 | 2 409 | 2 520 | 2 577 | 2 742 | 3 161 | 3 241 | 3 498 |

| 1921  | 1926  | 1931  | 1936  | 1946  | 1954  | 1962  | 1968  | 1975   |
| ----- | ----- | ----- | ----- | ----- | ----- | ----- | ----- | ------ |
| 4 168 | 4 584 | 5 318 | 5 240 | 5 189 | 5 910 | 5 840 | 8 030 | 10 049 |

| 1982  | 1990  | 1999  | 2004  | 2006  | 2011   | 2016   | 2021   | - |
| ----- | ----- | ----- | ----- | ----- | ------ | ------ | ------ | - |
| 9 468 | 9 574 | 9 963 | 9 949 | 9 971 | 10 011 | 10 493 | 10 515 | - |

### Manifestations culturelles et festivités

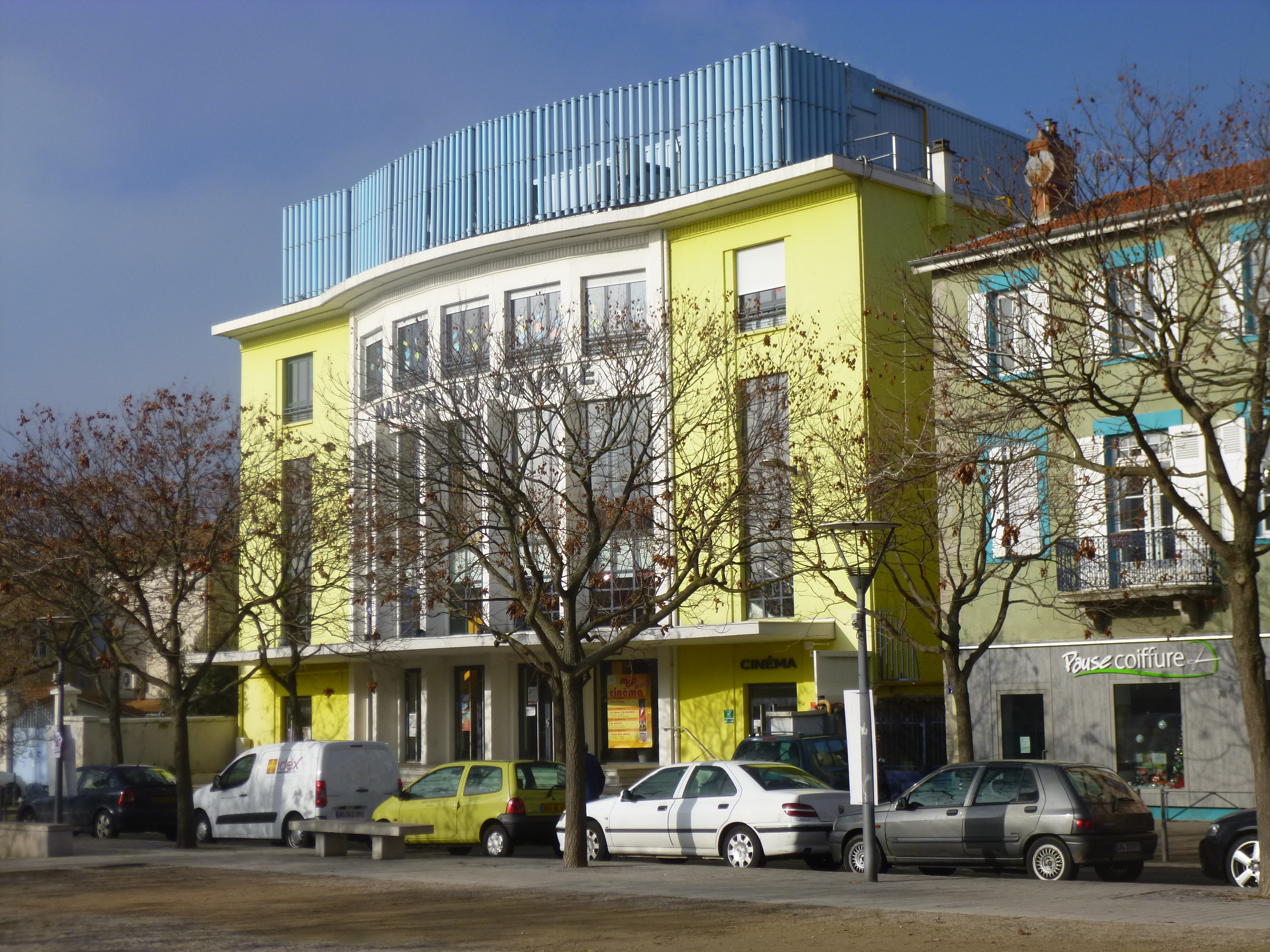
La Maison du Peuple.

La commune de Pierre-Bénite connait plusieurs temps forts tout au long de l'année :
- la cérémonie des Vœux du Maire aux Pierre-Bénitains en janvier ;
- le Carnaval en février ;
- la Fête de la musique en juin ;
- l'Estival (marché artisanal, repas républicain, bal populaire et feu d'artifice) pour la Fête nationale ;
- les Festivités de Noël (marché artisanal, retraite aux flambeaux, illumination de la mairie) en décembre.

Le théâtre de la Maison du Peuple comprend également douze spectacles par an dans sa saison culturelle.

## Économie

### Pôle économique de l'agglomération lyonnaise
Depuis le début du XXe siècle, le développement régulier de la ville et de ses industries a précipité la disparition des zones de culture.
Aujourd’hui, parmi plus de 400 acteurs économiques, une trentaine d’entreprises de taille importante sont implantées sur le territoire communal dont :
- l'usine Arkema (anciennement Atofina), pôle de compétitivité « Axelera » en chimie-environnement. Sur la commune, Arkema emploie, en 2008, 800 salariés répartis sur les pôles de production, de recherche et le centre technique et informatique. Le site fabrique notamment des produits fluorés pour la réfrigération (le Forane) et un revêtement pour le BTP et l'industrie (le Kynar) ;
- la Manufacture Hermès, cuir de luxe ;
- les Ateliers A.S., impression sur soie ;
- le barrage de Pierre-Bénite
- le Centre Hospitalier Lyon Sud, l'un des plus importants en Europe.

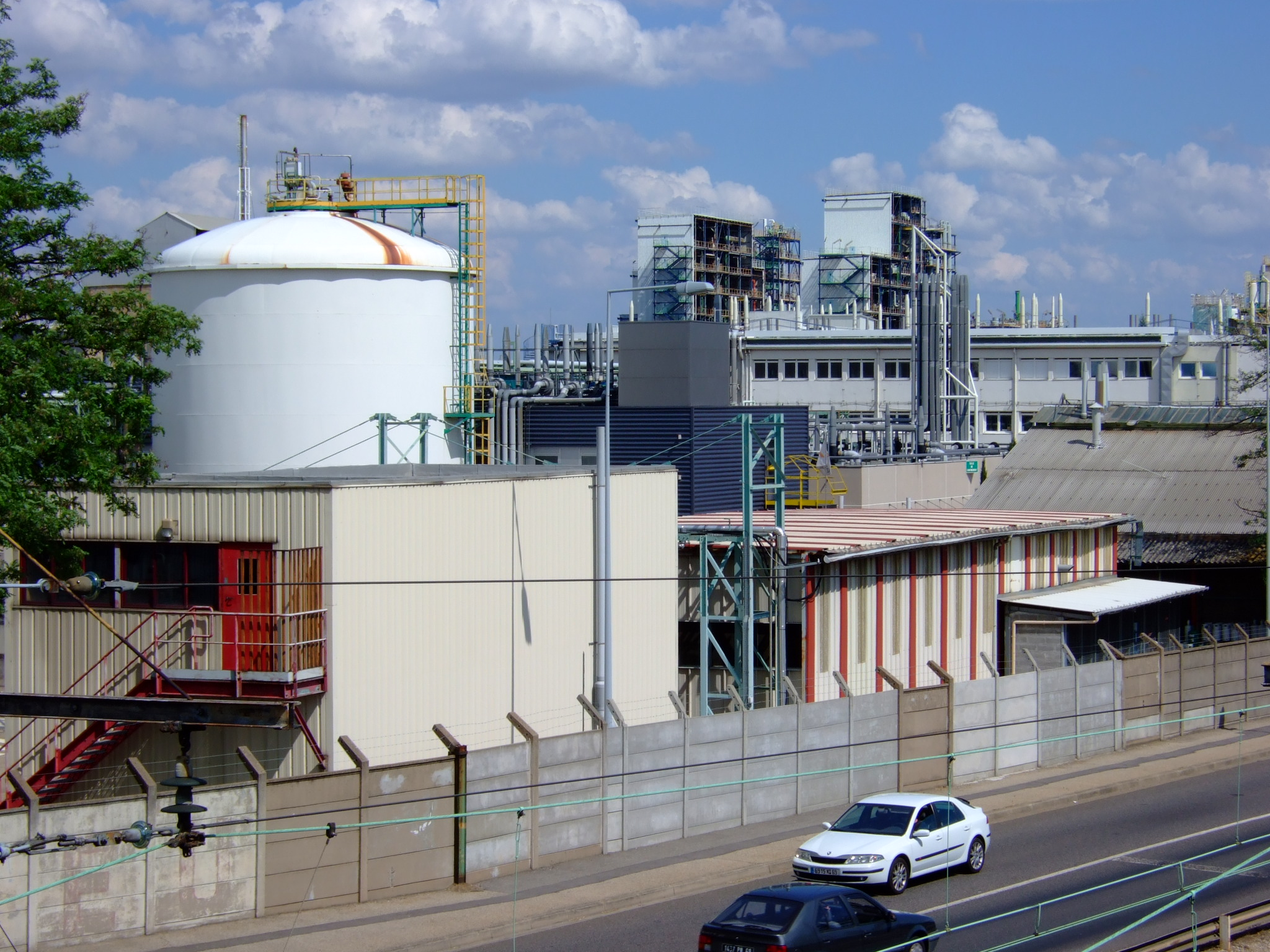
Installations industrielles d'Arkema à la limite d'Oullins
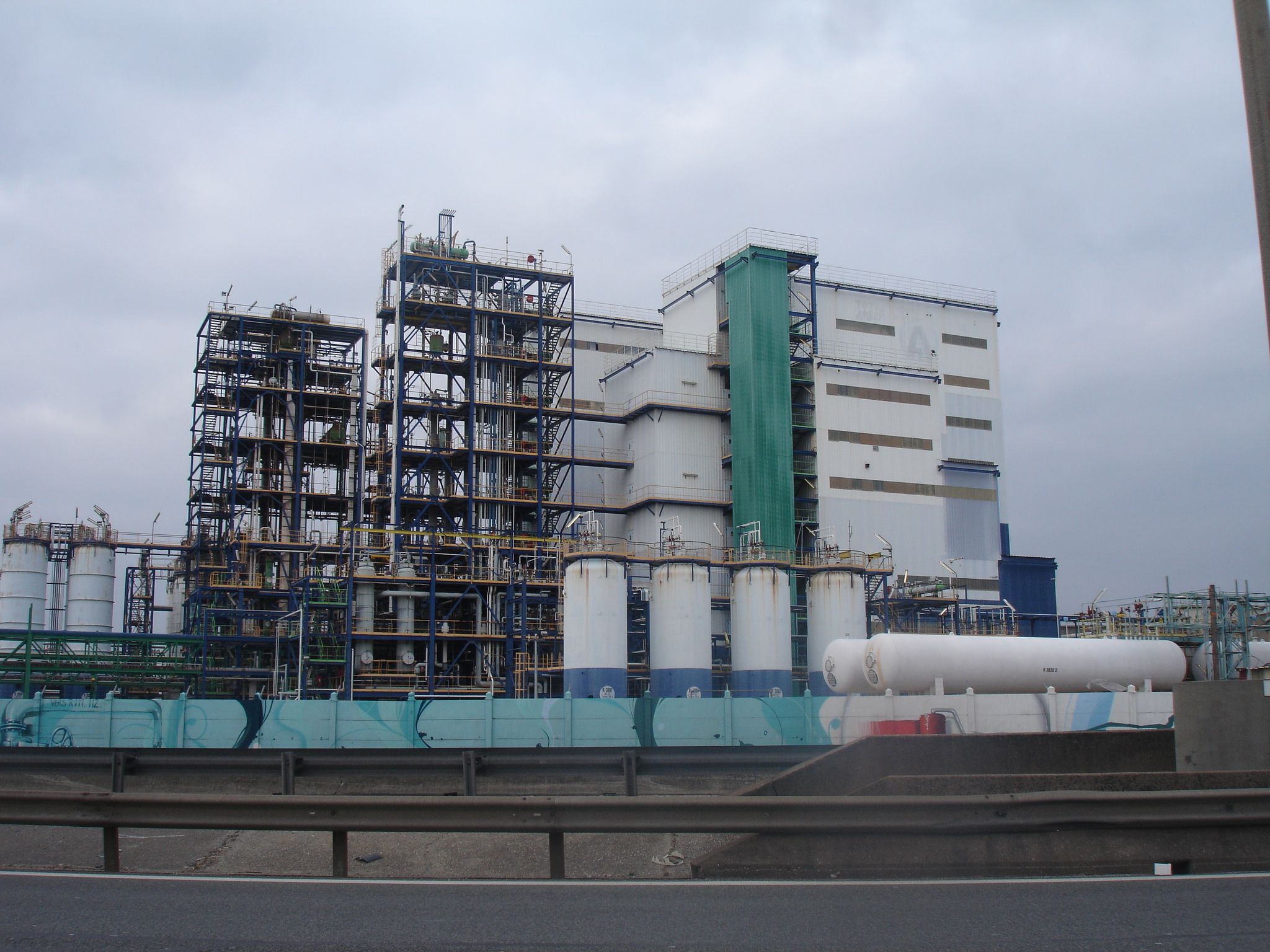
Arkema ex Péchiney-Ugine-Kulhman
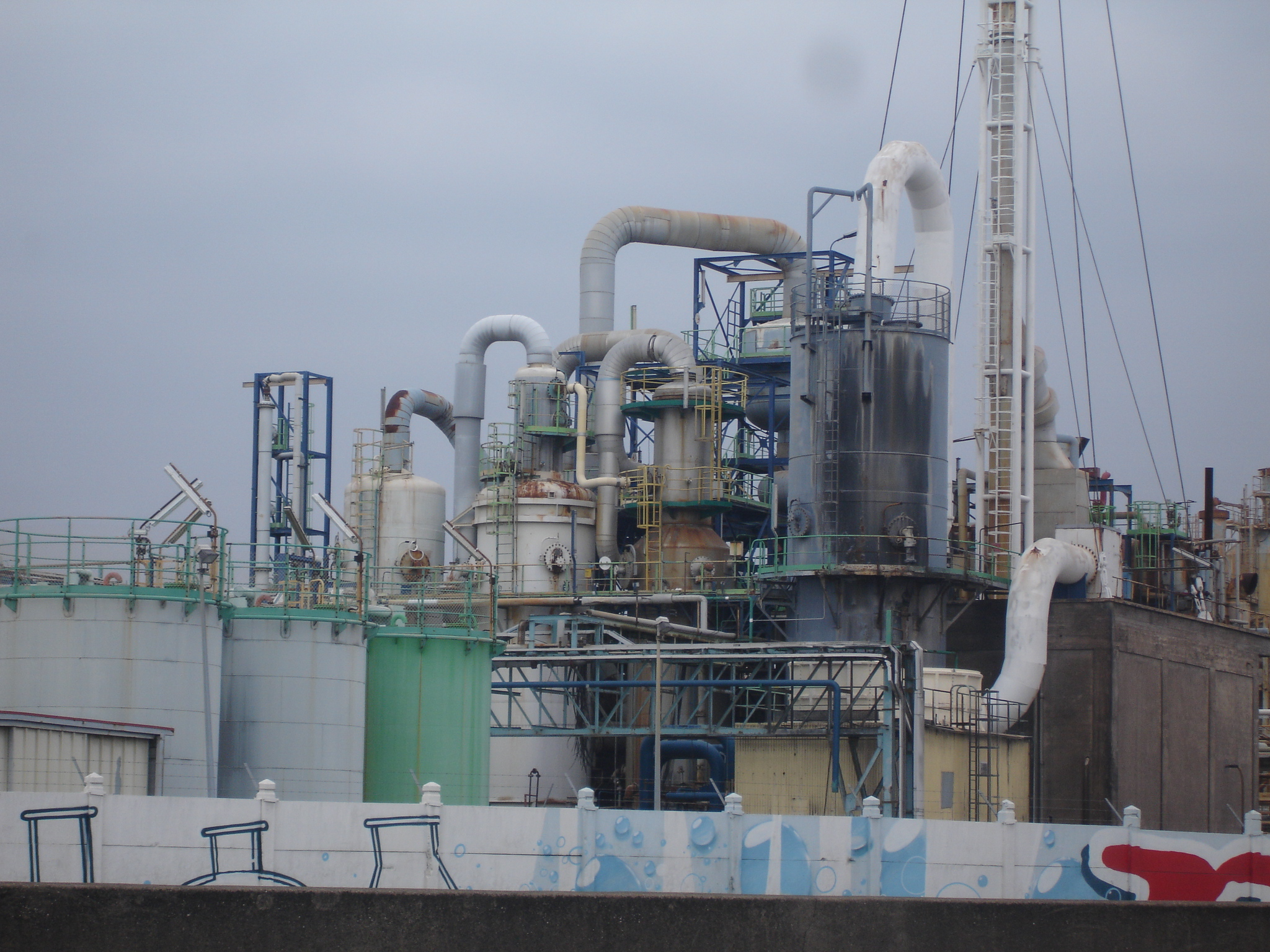
Arkema ex Péchiney-Ugine-Kulhman
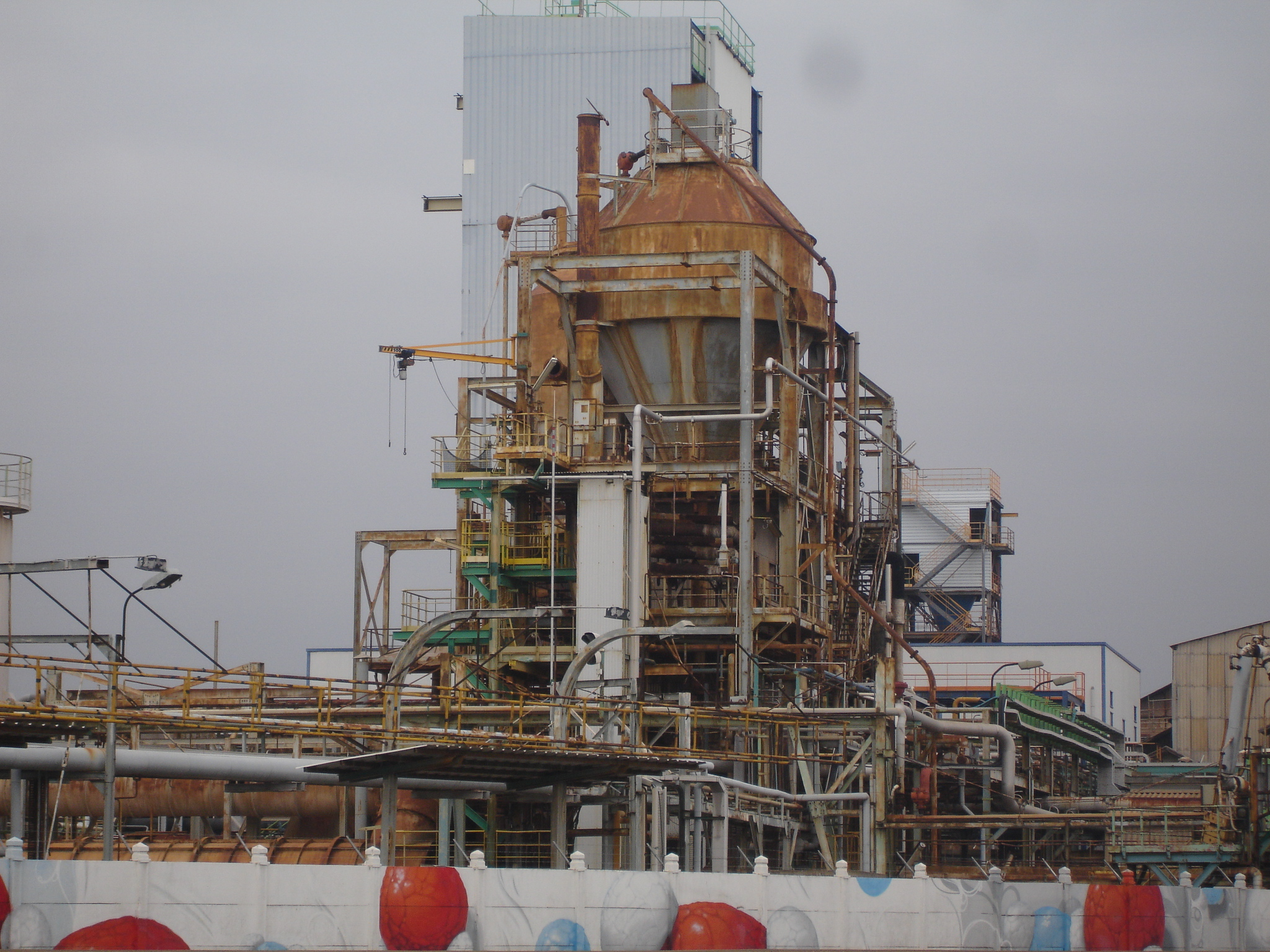
Arkema ex Péchiney-Ugine-Kulhman

### Infrastructures de proximité
Un marché a lieu tous les mercredis et dimanches matin.
Un marché de producteurs locaux se tient tous les vendredis après-midi. Il s'agit du premier marché labellisé par la Chambre d'agriculture du département du Rhône.[réf. nécessaire]

### Services aux populations
Depuis la fin de l'année 2021, la commune propose à ses habitants, un achat groupé d'énergie, pour les particuliers, via la société Wikipower.

## Culture locale et patrimoine

### Lieux et monuments

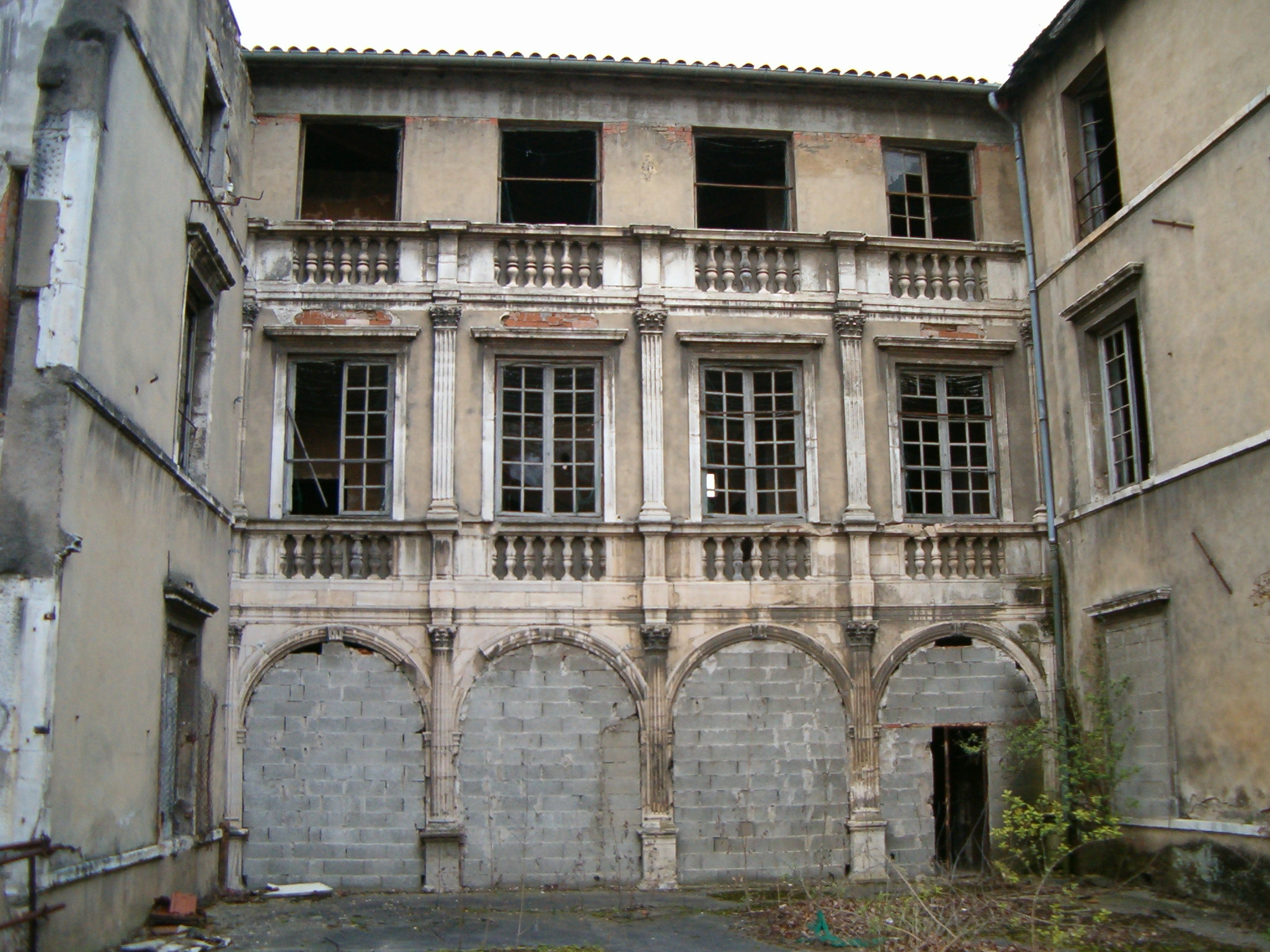
Vestiges du château du Grand-Perron dans le Centre Hospitalier Lyon-Sud.

- Les vestiges du château du Grand Perron, dont la façade a été classée aux monuments historiques en 1926 et la villa de style Renaissance florentine du Petit Perron, ainsi qu’un pilori du XVIe siècle témoignent d’un passé historique qui connut quelque éclat.

Située au 89 rue Voltaire, la villa, dite du Petit Perron, a été construite en 1520 par Antoine de Gondi et comporte trois étages avec un bel escalier. Le 7 octobre 2005, c'est l'ensemble du site de la villa (intérieur, extérieur et jardin) qui a été inscrit à l'inventaire supplémentaire des Monuments historiques.
- La fresque, réalisée par la Cité de la Création sur le mur d'enceinte du site industriel Arkéma, s'étend sur 1 km, soit une surface de 2 500 m2. Elle a été inaugurée en juin 2006.

D’autres fresques sont visibles en ville sur des façades d'immeubles d'habitation, des locaux d'entreprises et des commerces.
- La place de la mairie avec ses jardins fleuris et sa sculpture.
- L'église Notre-Dame de l'Assomption, de style byzantin, première œuvre religieuse de Tony Desjardins.

### Personnalités liées à la commune
- André Cognat, né le 21 février 1938 et décédé 15 octobre 2021, ouvrier lyonnais parti vivre en Guyane parmi les Wayana en 1961.
- Armand Chagot, né le 10 octobre 1949 et décédé le 15 novembre 2010, acteur qui incarne le gendarme Raymond, ami de Louis Roman dans la série Louis la Brocante, est inhumé à Pierre-Bénite.
- Klaus Barbie, officier de police SS allemand est décédé à l'hôpital Lyon-Sud, situé à Pierre-Bénite.
- Loulou Dédola, né le 1er mai 1967, scénariste de bande dessinée, musicien et documentariste français, y travaille